# اتیل بوتیرات
اتیل بوتیرات یا اتیل بوتانوآت (به انگلیسی: Ethyl butyrate) یک ترکیب شیمیایی با شناسه پاب‌کم ۷۷۶۲ است با فرمول باز شده
CH3CH2CH2COOCH2CH3. شکل ظاهری این ترکیب، مایع بی‌رنگ است و بویی شبیه به بوی آناناس دارد.